# Ефи Брист
„Ефи Брист“ (на немски: Effi Briest) e роман на немския писател Теодор Фонтане. Романът принадлежи към най-значимите произведения на литературния реализъм в Германия. Публикуван е в две части през 1894/1895 в „Deutsche Rundschau“. 

## Сюжет
Действието се развива в Кесин, Източна Померания. Главната героиня, Ефи Брист, е родена и израства в заможно и уважавано семейство в Хоен Кремен. Барон фон Инщетен, окръжният управител на Хинтерпомерн, прави посещение при семейство Брист. Баронът е бивш обожател на майката на Ефи, която е предпочела господин Брист, заради стабилното му финансово състояние. Майката преценява, че Инщетен е подходяща партия за дъщеря ѝ. Въпреки че баронът е с повече от двадесет години по-възрастен от Ефи, тя се омъжва за него.
След сватбата Ефи Брист и Инщетен се преместват в Кесин. Там тя се чувства изключително нещастна, обзема я страх от призраци и привидения, страх, подклаждан от икономката Йоханна и самият Инщетен. Единствената ѝ утеха е кучето на Инщетен, Роло, което я придружава по време на самотните ѝ разходки. Тя се сприятелява с аптекаря Гайсхюблер, който се отличава от останалите жители на Кесин със своята отзивчивост, откритост и общителност. В благородническите кръгове на Кесин Ефи се отегчава до смърт.
Няколко месеца след сватбата Ефи забременява и ражда момиченце, наречено Анни. По време на бременността Ефи назначава Розвита за детегледачка, която остава вярна на Ефи и не я напуска в трудните моменти от живота ѝ. По това време в Кесин се премества семейство Крампас. Майор фон Крампас е служил заедно с барон фон Инщетен. Крампас е пълна противоположност на Инщетен. Майорът се отличава с безгрижност, спонтанност и има славата на опитен донжуан. Той е женен за ревнива почти меланхолична жена, затова младежката непринуденост на Ефи го впечатлява. В началото Ефи успява да устои на неговия чар. Инщететен обаче често оставя съпругата си сама и така самотата и страхът се превръщат в основните фактори за започването на тайна афера с Крампас. При една раходка с шейна двамата се отдават на страстта между тях. Оттогава те се срещат редовно сред дюните.
Междувременно Инщетен е назначен на по-висока позиция в Берлин и семейството се премества там. Ефи се радва на тази промяна в живота си, защото така успява да се отърве от Крампас и угризенията на съвестта си, както и да избяга от самотата и страховете в Кесин. В Берлин тя се чувства съвсем на мястото си и участва активно в обществения живот на града.
Шест години по-късно, докато Ефи е на лечение в известния балнеологичен курорт Бад Емс, Инщетен намира любовни писма от Крампас до Ефи в нейна кутия с принадлежности за шиене. Заради накърнената си чест Инщетен призовава Крампас на дуел и го ранява смъртоносно.
Аферата на Ефи е в разрез с обществените норми. Тя опозорява семейството си, затова бива отблъсната от Инщетен и родителите си. Ефи се мести в малък апартамент в Берлин заедно с Розвита, където води обречено съществуване, изпълнено със самота, а най-много я натъжава невъзможността да вижда дъщеря си, която се отчуждава от нея.
След три години се осъществява среща между Ефи и дъщеря ѝ, но Анни се държи студено и отчуждено, което причинява психически и физически разрив у Ефи. Болната Ефи е приета отново в родния дом. Тя проявява подобрения за кратък период от време, след това става депресивна, душевната ѝ болка се засилва и не ѝ дава мира. С усещането за приближаващата смърт Ефи прощава на Инщетен. Ефи Брист умира на 30-годишна възраст в дома на родителите си. 

## Герои
- Ефи Брист – единствената дъщеря на аристократичното семейство Фон Брист. Ефи е безгрижна, по детски непринудена и наивна, неконвенционална, с желание за добро обществено положение и богатство. Има съмнения за сватбата с барон Фон Инщетен, но като дъщеря, която се подчинява на волята на родителите си, в крайна сметка се жени за него. Ефи не обича Инщететен, но изпитва респект към него и го цени. Тя трудно понася скуката. Има голямо въображение, което подхранва страховете ѝ.
- Геерт фон Инщетен – съпруг на Ефи Брист, с 21 години по-възрастен от нея. Инщетен е верен на принципите си, амбициозен, консервативен рационалист. Бивш обожател на майката на Ефи, която е предпочела господин Брист, заради неговата по-голяма финансова сигурност по това време. Кариерата му е с предимство пред семейството и той често оставя Ефи сама. Дуелът с Крампас е повратна точка в живота на Инщетен. За пръв път той осъзнава разликата между чувства и неговите принципи. С дуела той разрушава собственото си щастие.
- Майор Крампас – уважаван от обществото заради военната си позиция, но същевременно е смятан за обигран донжуан. Има афера с Ефи Брист. Познава се с барон Фон Инщетен от съвместна военна служба. От една страна, Крампас изглежда като пресметлив прелъстител, който разрушава брака на своя някогашен приятел. От друга страна, той помага на Ефи да преодолее страховете си. Той е антипод на барон Фон Инщетен. Умира в дуел с Инщетен.
- Анни – дъщеря на Ефи и Инщетен. След като аферата на майка ѝ излиза наяве, тя е отделена от нея, а по-късно под влиянието на баща си се отчуждава от нея.
- Бащата на Ефи – притежава чувство за хумор и има богат житейски опит.
- Майката на Ефи – амбициозна, вярна на принципите си. Майката е двигателната сила в семейството, тя настоява за сватбата между Ефи и Инщетен, въпреки че Ефи ѝ доверява своите съмнения относно сватбата.
- Йанна и Розвита – прислужници. Йоанна проявява лоялност към Инщетен, а Розвита към Ефи.
- Алонцо Гайсхюблер – аптекар в Кесин и според Ефи единственият мил човек там. Петдесет годишен ерген, който се облича старомодно и е обект на подигравки заради това. У него има нещо екзотично (баща му е испанец). Освен с аптекарство се занимава и с организирането на културни мероприятия в Кесин.
- Вюлерсдорф – секундант на Инщетен по време на дуела.

## Форма
Действието в романа е разпределено в 36 глави. Затворената форма на романа съответства на тази на драмата. Експозицията, завръзката, кулминацията и развръзката са ясно разграничими. Действието е логично и проследимо. 

## Литературен паралел
Съпоставка с „Мадам Бовари“ на Гюстав Флобер (1856). Проблематиката на брака в едно общество, което дава на жената второстепенна роля и я ограничава в собствения ѝ живот и при себеутвърждаването ѝ, се превръща в популярна тема в Европа през втората половина на деветнадесети век. Пример за това са романите на Гюстав Флобер „Мадам Бовари“ и „Анна Каренина“ на Лев Толстой.
| Мадам Бовари | Ефи Брист | Сходства/ Разлики |
| --- | --- | --- |
| Главни герои: - Ема Бовари - Шарл Бовари - Леон | Главни герои: - Ефи Брист - Геерт фон Инщетен - Майор Фон Крампас | Главните герои в романа Ефи Брист са представители на благородническото съсловие. Основен е мотивът за прекрачването на обществените норми. |
| Ема Бовари: - отраства в манастир - романтична мечтателка - неудоволствие от брака, монотонността на ежедневието я потиска - противопоставя се на обществените норми - прахосничество - безперспективност, самоубийство | Ефи Брист: - има приключенски дух, жизнерадостна романтичка - неудовлетворение от брака, скука, пренебрегвана от съпруга си за сметка на неговата кариера - противопоставя се на обществените норми - стремеж към лукс - осъзнава причините за нейния провал, приема съдбата си, загубва жизнерадостта си | Луксът като форма на компенсация за липсващото признание. И двете жени са повалени от тежестта и силата на обществените норми, Ефи изглежда е по-осъзната от Ема. |
| Шарл Бовари: - търпелив - консервативен - изпълнява работата си съвестно - скучен човек - не прозира собствената си вина                                                                                                | Геерт фон Инщетен: - коректен, скован - много консервативен - целеустремен, отдаден на кариерата си, уверен - успява да прозре собствената си вина | Инщетен има превес над Шарл Бовари що се отнася до взимане на решения относно кариерата му или постъпките му след като разбира за аферата на съпругата му. Прозрението на собствената вина е важен отличителен фактор. (Прозрението на Инщетен във втория разговор с Вюлерсдорф) |

Общото и в двата романа е, че главните героини стават жертви на обществените норми. Съдбите и на двете жени имат фатален и тъжен край. В романа Ефи Брист се набляга върху острата обществена критика, докато при Мадам Бовари се акцентира върху психологичния аспект.

## Ефи Брист в контекста на реализма
Основната тенденция в реализма е изобразяването на съвременната реалност. Светът в реалистичните произведения е представен не такъв, какъвто трябва да бъде, а като авторова интерпретация, базирана на неговите схващания за съвременния свят. В основата на сюжетното действие не стоят причудливи, приказни герои, а обикновеният човек. Поставен е акцент върху човешкия живот в рамките на настоящата реалност, особено върху тесния семеен кръг, личния живот, индивидуалността и вътрешния свят на човека.
Според Теодор Фонтане романът трябва да изобразява реалната картина на времето, в което живее самият автор. В своя роман той акцентира върху съдбата на една жена, която е зависима от съвременните обществени норми. В романа е показано, че бракът не част от личния живот на едно семейство, а е предмет на обществено достояние. Строгите обществени норми изискват морално осъждане, установен ред, в чието право Ефи не се съмнява. Коректната природа на Инщетен не му разрешава да реагира по друг начин освен да се подчини на реда. Конфликтът е неизбежен. Със загубата на общественото одобрение животът губи своята стойност, защото човек трудно може да понесе изолиране.

## Превод на български език
„Ефи Брист“ (превел от немски Димитър Стоевски), 253 страници, издателство Христо Г. Данов, Пловдив, 1992 г.

## Екранизация
През 1974 г. романът е екранизиран от режисьора Райнер Вернер Фасбиндер в едноименния филм с участието на Хана Шигула, Вофганг Шенк и Ули Ломел.